# شچودروخووو (شهرستان گوستنگ)
شچودروخووو (به لهستانی:  Szczodrochowo) یک روستا در لهستان است که در گمینا گوستنگ واقع شده‌است. شچودروخووو ۹۰ نفر جمعیت دارد.